# Le Ravissement de Lol V. Stein
Le Ravissement de Lol V. Stein – powieść Marguerite Duras z 1964 roku.

## Fabuła
Na początku powieści Lol V. Stein jest kobietą po trzydziestce. Urodziła się i wychowała w South Tahla w rodzinie mieszczańskiej, i zaręcza się z Michaelem Richardsonem w wieku 19 lat. Jednak na balu w nadmorskiej miejscowości wypoczynkowej Town Beach Richardson zostawia Lol dla Anne-Marie Stretter, starszej od niej kobiety. Po trudnym dojściu do siebie po tym szoku Lol wychodzi za Johna Bedforda, muzyka, którego poznaje podczas jednego ze swoich codziennych spacerów. Lol wyjeżdża z South Tahla z mężem.
Dziesięć lat później Lol ma trójkę dzieci, jest stateczną kobietą bez czasu na fantazje. Wraca z rodziną do South Tahla i wprowadzają się do domu, w którym dorastała. Lol znów chodzi co dzień na spacer. Wydaje jej się, że pewnego dnia widzi Tatianę Karl, przyjaciółkę, która pocieszała ją po rozpadzie związku z Richardsonem. Mężczyzna, który towarzyszy Tatianie, robi głębokie wrażenie na Lol.
Lol wznawia kontakty z Tatianą i poznaje jej męża, ale też kochanka, Jacques’a Holda. Lol uzyskuje od Jacques’a informacje o wydarzeniach z balu w T Beach przed 10 laty. Lol mówi Jacques'owi, że jest interesujący, ale zabrania mu zostawić dla siebie Tatianę.
Lol szpieguje Tatianę i jej kochanka, ale Jacques ją zauważa. Pewnego dnia Lol mówi Jacques'owi, że była w T Beach sama i zamierza powrócić tam z nim. Gdy tam jadą, pokazuje mu pokój, w którym rozstała się z Michaelem. Lol i Jacques spędzają razem noc. Następnego dnia ma miejsce ostatnie spotkanie Jacques’a z Tatianą Karl.
Akcja widziana jest oczami owładniętego obsesją Jacques’a Holda. Najpierw główną postacią jest Lol, ale potem staje się nią właśnie Jacques, w miarę jak stara się zdobyć Lol.